# Жоао Соуза
Жоао Соуза (порт. João Souza; нар. 27 травня 1988) — колишній бразильський тенісист.
Найвищу одиночну позицію світового рейтингу — 69 місце досяг 6 квітня 2015, парну — 70 місце — 7 січня 2013 року.
Найвищим досягненням на турнірах Великого шолома було 3 коло в парному розряді.
Завершив кар'єру 2020 року.

## Фінали турнірів ATP за кар'єру

### Парний розряд: 1 (1 поразка)
| Легенда                                     |
| ------------------------------------------- |
| Турніри Великого шолома (0–0)               |
| Серія Мастерс 1000 Світового Туру ATP (0–0) |
| Серія 500 Світового туру ATP (0–0)          |
| Серія 250 Світового туру ATP (0–1)          |

| Фінали за покриттям |
| ------------------- |
| Тверде (0–0)        |
| Ґрунт (0–1)         |
| Трава (0–0)         |
| Килим (0–0)         |

| Результат | В-П | Дата     | Турнір                       | Покриття | Партнер                | Суперники                     | Рахунок     |
| --------- | --- | -------- | ---------------------------- | -------- | ---------------------- | ----------------------------- | ----------- |
| Поразка   | 0–1 | Лют 2015 | Відкритий чемпіонат Еквадору | Ґрунт    | Віктор Естрелья Бургос | Геро Кречмер Александер Сачко | 5–7, 6–7(3) |

## Фінали ф'ючерсів і челленджерів

### Одиночний розряд: 22 (14–8)
| Легенда           |
| ----------------- |
| Челленджери (9–7) |
| Ф'ючерс (5–1)     |

| Результат | Ранг | Дата | Турнір                    | Покриття | Суперник               | Рахунок             |
| --------- | ---- | ---- | ------------------------- | -------- | ---------------------- | ------------------- |
| Поразка   | 1.   | 1966 | Сан-Паулу, Бразилія       | Ґрунт    | Хуан-Пабло Вільяр      | 6–7(5), 6–7(6)      |
| Перемога  | 1.   | 1995 | Сан-Паулу, Бразилія       | Ґрунт    | Андре Мієле            | 6–3, 6–2            |
| Перемога  | 2.   | 1970 | Сантус, Бразилія          | Ґрунт    | Хуан-Пабло Вільяр      | 6–1, 6–2            |
| Перемога  | 3.   | 1992 | Форталеза, Бразилія       | Ґрунт    | Хуан-Пабло Вільяр      | 6–4, 2–0 ret.       |
| Перемога  | 4.   | 1979 | Букараманга, Колумбія     | Ґрунт    | Хуан Себастьян Кабаль  | 4–6, 6–2, 6–2       |
| Перемога  | 5.   | 1980 | Бауру, Бразилія           | Ґрунт    | Гастон Х'юссані        | 7–6(7), 7–6(3)      |
| Поразка   | 2.   | 1996 | Медельїн, Колумбія        | Ґрунт    | Хуан Ігнасіо Чела      | 4–6, 6–4, 4–6       |
| Перемога  | 6.   | 1994 | Богота, Колумбія          | Ґрунт    | Алехандро Фалья        | 4–6, 6–4, 6–1       |
| Перемога  | 7.   | 1975 | Богота, Колумбія          | Ґрунт    | Реда Ель Амрані        | 6–4, 7–6(5)         |
| Поразка   | 3.   | 1990 | Кіто, Еквадор             | Ґрунт    | Джованні Лапентті      | 6–2, 3–6, 4–6       |
| Перемога  | 8.   | 1983 | Сантус, Бразилія          | Ґрунт    | Дієго Хункейра         | 6–4, 6–2            |
| Поразка   | 4.   | 1990 | Загреб, Хорватія          | Ґрунт    | Дієго Хункейра         | 3–6, 4–6            |
| Перемога  | 9.   | 1987 | Калі, Колумбія            | Ґрунт    | Тьяго Алвес            | 6–2, 6–4            |
| Перемога  | 10.  | 1995 | Кіто, Еквадор             | Ґрунт    | Ґійом Рюфен            | 6–2, 7–6(4)         |
| Перемога  | 11.  | 1990 | Сан-Паулу, Бразилія       | Ґрунт    | Алехандро Гонсалес     | 7–6, 6–3            |
| Перемога  | 12.  | 2008 | Сан-Паулу, Бразилія       | Тверде   | Алехандро Гонсалес     | 6–4, 6–4            |
| Поразка   | 5.   | 1998 | Медельїн, Колумбія        | Ґрунт    | Остін Крайчек          | 5–7, 3–6            |
| Поразка   | 6.   | 1977 | Перейра, Колумбія         | Ґрунт    | Віктор Естрелья Бургос | 6–7(5), 6–3, 6–7(6) |
| Поразка   | 7.   | 1994 | Сан-Хуан, Аргентина       | Ґрунт    | Дієго Шварцман         | 6–7(5), 3–6         |
| Поразка   | 8.   | 2009 | Леон, Мексика             | Тверде   | Міхаель Беррер         | 3–6, 2–6            |
| Перемога  | 13.  | 2001 | Кортіна-д'Ампеццо, Італія | Ґрунт    | Ласло Дьоре            | 6–4, 7–6(4)         |
| Перемога  | 14.  | 1994 | Фано, Італія              | Ґрунт    | Ніколас Кікер          | 6–4, 6–7(12), 6–2   |

### Парний розряд: 22 (11–11)
| Легенда           |
| ----------------- |
| Челленджери (5–6) |
| Ф'ючерс (6–5)     |

| Результат | Ранг | Дата | Турнір                   | Покриття | Партнер                | Суперники                              | Рахунок          |
| --------- | ---- | ---- | ------------------------ | -------- | ---------------------- | -------------------------------------- | ---------------- |
| Поразка   | 1.   | 1981 | Сорокаба, Бразилія       | Ґрунт    | Марсело Мело           | Александре Бонатту Франко Феррейро     | 6–4, 5–7, 6–3    |
| Поразка   | 2.   | 1980 | Лондрина, Бразилія       | Ґрунт    | Андре Мієле            | Леонарду Кірше Кайо Замп'єрі           | 3–6, 6–2, 7–6(1) |
| Поразка   | 3.   | 1966 | Сан-Паулу, Бразилія      | Ґрунт    | Андре Мієле            | Дьордь Балаш Корнель Бардоцький        | 6–4, 6–2         |
| Перемога  | 1.   | 1975 | Criciúma, Бразилія       | Ґрунт    | Андре Мієле            | Карлос Авельян Тіагу Лопес             | 6–4, 6–4         |
| Перемога  | 2.   | 1968 | Уругваяна, Бразилія      | Ґрунт    | Андре Мієле            | Тіагу Лопес Кайо Замп'єрі              | 7–6(5), 6–2      |
| Поразка   | 4.   | 1980 | Флоріанополіс, Бразилія  | Ґрунт    | Андре Мієле            | Пабло Куевас Орасіо Себальйос          | 6–4, 6–4         |
| Поразка   | 5.   | 1995 | Сан-Паулу, Бразилія      | Ґрунт    | Андре Мієле            | Енріке Пінту-Сілва Габрієл Пітта       | 6–4, 6–4         |
| Поразка   | 6.   | 1988 | Caldas Novas, Бразилія   | Ґрунт    | Андре Мієле            | Ренату Сілвейра Кайо Замп'єрі          | 6–4, 6–7, 6–1    |
| Перемога  | 3.   | 1981 | Шапеко, Бразилія         | Ґрунт    | Андре Мієле            | Томас Беллуччі Кайо Буржайлі           | 2–6, 6–2, 6–2    |
| Перемога  | 4.   | 1968 | Іту, Бразилія            | Ґрунт    | Андре Мієле            | Раоні Карвалю Родріго Гріллі           | 2–6, 6–4, [10–7] |
| Перемога  | 5.   | 1992 | Форталеза, Бразилія      | Ґрунт    | Андре Пінейро          | Енріке Пінту-Сілва Габрієл Пітта       | w/o              |
| Перемога  | 6.   | 1986 | Манісалес, Колумбія      | Ґрунт    | Андре Мієле            | Маттео Марраї Вальтер Трузенді         | 6–4, 6–4         |
| Поразка   | 7.   | 1970 | Аракажу, Бразилія        | Ґрунт    | Тьяго Алвес            | Хуан-Мартін Арангурен Франко Феррейро  | 6–4, 6–4         |
| Поразка   | 8.   | 1992 | Мехіко                   | Тверде   | Віктор Естрелья Бургос | Санчай Ратіватана Сончат Ратіватана    | 6–3, 6–3         |
| Перемога  | 7.   | 1978 | Перейра, Колумбія        | Ґрунт    | Віктор Естрелья Бургос | Хуан Себастьян Кабаль Алехандро Фалья  | 6–4, 6–4         |
| Поразка   | 9.   | 1986 | Калі, Колумбія           | Ґрунт    | Рікардо Хосевар        | Себастьян Прієто Ораціо Себаллос       | 4–6, 6–3, [10–5] |
| Поразка   | 10.  | 1988 | Калі, Колумбія           | Ґрунт    | Марсело Демолінер      | Хуан Себастьян Кабаль Роберт Фара      | 3–6, 6–7(4)      |
| Перемога  | 8.   | 1980 | Кампінас, Бразилія       | Ґрунт    | Марсело Демолінер      | Марсель Фельдер Максімо Гонсалес       | 6–1, 7–5         |
| Поразка   | 11.  | 1995 | Кіто, Еквадор            | Ґрунт    | Марсело Демолінер      | Хуан Себастьян Кабаль Карлос Саламанка | 6–7(7), 6–7(4)   |
| Перемога  | 9.   | 1982 | Ріо-де-Жанейро, Бразилія | Ґрунт    | Марсело Демолінер      | Фредеріко Жіль Педро Соуза             | 6–2, 6–4         |
| Перемога  | 10.  | 1975 | Порту-Алегрі, Бразилія   | Ґрунт    | Марсело Демолінер      | Зімон Гройль Алессандро Мотті          | 6–3, 3–6, [10–7] |
| Перемога  | 11.  | 2001 | Сантьяго, Чилі           | Ґрунт    | Марсело Демолінер      | Федеріко Дельбоніс Дієго Хункейра      | 7–5, 6–1         |

## Досягнення в одиночних змаганнях
| W | Ф | ПФ | ЧФ | #Р | КТ | К# | DNQ | A | NH |

Актуально станом на завершення Відкритого чемпіонату США 2016.
| Турніри Великого шолома                |     |     |     |     |     |     |     |     |     |     |
| Відкритий чемпіонат Австралії з тенісу |     |     |     | К1р | 1р  |     |     | 1р  |     | 0–2 |
| Відкритий чемпіонат Франції з тенісу   | К2р | К1р | К2р | К2р | 1р  | К2р | К1р | 1р  | К1р | 0–2 |
| Вімблдонський турнір                   | К1р | К1р | К1р |     |     |     | К1р | 1р  |     | 0–1 |
| Відкритий чемпіонат США з тенісу       | К1р | К1р | К1р | 1р  | К1р | К2р | К1р | 1р  | К2р | 0–2 |
| В-П                                    | 0–0 | 0–0 | 0–0 | 0–1 | 0–2 | 0–0 | 0–0 | 0–4 | 0–0 | 0–7 |